# たいむskipラン♪
『たいむskipラン♪』（たいむスキップラン）は、がぁさんによる日本の漫画作品。『月刊少年キャプテン』（徳間書店）にて1996年11月号から1997年2月号まで連載された。『月刊少年キャプテン』の突然の休刊に巻き込まれて終了を余儀なくされた作品のひとつ。全6話で、うち5・6話は単行本描き下ろし。単行本はキャプテンコミックスから全1巻。

## あらすじ
気楽な高校生活を送ろうとしていた少年・小松ひとしはひょんな事から科学愛好会とオカルト同好会のお目付け役をすることになった。彼と同時期に会に出入りするようになった、ロッカーに入ってはタイムスキップする少女・星野香織を追ってタイム・パトロールが現れる。

## 主な登場人物
小松ひとし
1年A組。中学生時代に風紀委員をやっていた際に受けた「ガチガチに固いヤツ」というイメージを払拭するべく「高校デビュー」を夢見ていたが、石黒曜子から科学愛好会＆オカルト同好会の「お目付役」を命じられる。断る事も出来たが、根がマジメなため引き受けてしまう。
星野香織
2年B組。転校生。時間を越えるタイムスキップの能力を持つ。一見すると中学生くらいにしか見えない。ひとしに裸を見られたのを根に持っている。年齢を低く見られるのをひどく嫌がるが、自分にとって必要の無い時間を能力を使って飛ばしているため戸籍上は17歳だが、実年齢は2～3歳下じゃないかとひとしからは見られている。
彼女のタイムスキップ能力は未来限定で過去へは飛べない「時空間相転移」というべき物で、自分自身と転移先の空間を入れ替える事で移動している。そのため、転移先座標軸にある物体は転移元に送られる。転移の対象が自身の肉体のみで、衣服は下着も含めてその場に残るため、転移の際に素っ裸になってしまい、ロッカーなどの密閉された空間が必要である。裸を見られたのは、校庭の隅に放置されていた元々廃棄予定のロッカーを利用し、戻ってくる前に撤去させられていたためである。
石黒曜子
保険医で科学愛好会とオカルト同好会の顧問。定期的に保健室に男子生徒を連れ込んでいるという噂がある。後述の未来人によれば、後々世界中を巻き込んだ大騒動の元凶となっているらしく、「魔女オブシディア」の異名と共に教科書にも載っている。
コミックスカバー下の本体表紙には、朽ち果てた遺跡らしき場所に佇む彼女の後ろ姿が描かれている。
科学愛好会（泉&小沢）
泉は3年で部長、小沢は2年で副部長。愛好会はこの2人のみ。亜空間固定装置、部分記憶消去装置、X線スコープ、超音波断層カメラ、次元屈曲透視アイ、重力増幅装置、懐中電灯を改造したプラズマサーベル、思考モニタリングプログラム、電磁フィールドによる拘束装置、月軌道の外側まで追跡出来る発信機などを次々と発明・自作しているが少人数である弊害か手落ちも多い。大目標はタイムマシンを作ることと「世界征服」。ブラックホールを水槽で飼っているが、時々逃げ出す。
ロッカーに入っては消える星野香織のことを科学の対象として興味深く見守っていたが、彼女のタイムスキップ能力と後述のタイムパトロールの存在から「タイムマシンの開発が可能」と判断し、本格的な研究を始めること決断する。
オカルト同好会（佐々木&川村）
佐々木は3年で部長、川村は2年で副部長。同好会はこの2人のみ。100%当たる占いやこっくりさんの類からお札の販売、果ては魔物の召還までなんでもやる。しかし、なまじ実効性のある魔術を使えるためか、経験が足りず失敗することも多い。
ロッカーに入っては消える星野香織のことを最初は宇宙人だと思って一目置いていたが、タイムスキップの事を知ってからは超能力者として一目置いている。
タイム・パトロール（花岡令子&堀部）
星野香織を追って未来からやって来た警視庁時間犯罪課の刑事。ちなみに「タイムパトロール」という呼称は未来でも「かなり恥ずかしい」らしい。彼らの世界では石黒曜子とその教え子たちが起こした騒ぎで時空移動に関する法整備が為されたという経緯があり、接触してしまったことで自分たちの未来とは繋がらない世界になってしまった。
堀部は不明だが、花岡は、2053年12月3日生まれ。未来の文化による「命名則の変化」からくる事情で「ちゅ～りっぷ」という本名を隠して「令子」という偽名を使っている。

## 備考
- 7話からタイムマシンを作る話になるはずだった[3]。